# ایزابل لوکاس
ایزابل لوکاس (انگلیسی: Isabel Lucas؛ زاده ۲۹ ژانویهٔ ۱۹۸۵) یک هنرپیشه اهل کشور استرالیا است. وی از سال ۲۰۰۳ میلادی تاکنون مشغول فعالیت بوده‌است. از فیلم‌ها یا برنامه‌های تلویزیونی که وی در آن نقش داشته‌است می‌توان به تبدیل شوندگان: انتقام شکست‌خوردگان، اقیانوس آرام و خانه و دوری اشاره کرد.

## اوایل دوران زندگی
از خانه و دوری تا هالیوود
لوکاس در طول سال‌های مدرسه درگیر زندگی بود و در دوره‌های دانشکده هنر ویکتوریا و دانشگاه صنعتی کوئینزلند شرکت کرد. در سال ۲۰۰۲ وی در هنگام تعطیلات توسط عامل شارون میسنر کشف استعداد شد. لوکاس برای نقش کیت هانتر در سریال تلویزیونی خانه و دوری انتخاب شد. اگرچه تهیه‌کننده برنامه، جولی مک گاوران، احساس کرد که این نقش برای ایزابل مناسب نیست، اما او به اندازه کافی تحت تأثیر قرار گرفت تا شخصیت جدیدی به نام تاشا اندرو را داشته باشد که فقط برای او ساخته شده‌است.
در سال ۲۰۰۷، او برای صرفه جویی دلفین‌ها در ژاپن، و در اکتبر همان سال در نمایشگاه روزانه استرالیا حاضر شد تا در مورد این موضوع بحث کند. در سال ۲۰۰۸، ایزابل به لس آنجلس نقل مکان کرد تا حرفه بازیگری خود را ادامه دهد. هنگام کار با استیون اسپیلبرگ در مینی‌های جنگ جهانی دوم، The Pacific کار می‌کرد، لوکاس را برای نقش آلیس در فیلم Transformers: Revenge of the Fallen، عاقبت ترانسفورماتورها (۲۰۰۷) پیشنهاد داده شد، جایی که اسپیلبرگ به عنوان تهیه‌کننده اجرایی سریال فعالیت می‌کرد. این بعداً به اولین نقش اول حرفه‌ای لوکاس تبدیل شد و جایزه بهترین عملکرد برتر زن رااز نظر علمی و عملی در جوایز فریاد ۲۰۰۹ را بدست آورد. تیراندازی برای فیلم دوم در سری مه ۲۰۰۸ آغاز شد [نیازمند منبع] لوکاس در مصاحبه بعدی با ROVE، میزان استقبال ازاین نقش را «بسیار جالب» توصیف نمود که با نقش‌هایی که در سالهای ابتدایی حرفه خود انجام داده بود، تفاوت چشمگیری داشت.
در سال ۲۰۰۸، لوکاس در فیلم عملی تخیلی خون‌آشام به عنوان بازیگران انتخاب شد تریلر فیلم Daybreakers و در سال ۲۰۰۹، او را به عنوان شخصیت اریکا مارتین در بازسازی از ۱۹۸۴در فیلم سرخ سحر در کنار همکار سابق و بازیگر استرالیایی کریس همسورث همبازی شد که در نهایت در نوامبر ۲۰۱۲ منتشر شد. در سال ۲۰۰۹، لوکاس اسکارلت را در فیلم عاشقانه " شهر انتظار" بازی کرد. در سال ۲۰۱۱، لوکاس در فیلم فانتزی Immortals ، الهه آتنا را بازی کرد ، و به سیستم وارد شد تا در فیلم شوالیه جام‌ها، که در سال ۲۰۱۵اکران شد، ظاهر شود. در نوامبر ۲۰۱۲، لوکاس به عنوان شخصیت اصلی فیلم موزیک برای " به من عشق ببخشد " ساخته Ed Sheeran خواننده آهنگساز انگلیس معرفی شد. در ماه مارس سال ۲۰۱۳، اعلام شد که لوکاس در تریلر ستاره مراقب باشید آنچه شما آرزو برای، که در ژوئن سال ۲۰۱۶. منتشر شد در سال ۲۰۱۴، لوکاس در مستند برجسته بود که شکر فیلم به کارگردانی دیمون Gameau در مورد این موضوع، از تأثیر قند بر بدن انسان و لزوم خوردن غذاهای سالم.
بازگشت وی به استرالیا
در سال ۲۰۱۷ ایزابل لوکاس در فیلم کمدی-درام استرالیا، من اون نیستم، در کنار آلیس فولچر، ریچارد دیویس و روون دیوی ظاهر شد که در ۷ سپتامبر همان سال در سراسر جهان اکران شد. از سال ۲۰۱۲–۲۰۱۸، لوکاس در سریال MacGyver در CBS نقش سامانتا کیج را بازی کرد. لوکاس در ژوئن سال ۲۰۱۸ نقش خود را به عنوان سامانتا کیج ترک کرد. وی فیلمبرداری فیلم بیوگرافی-درام استرالیایی In Like Flynn را در فوریه سال ۲۰۱۷ با بازیگران انگلیسی و استرالیایی ویلیام موزلی، کلیوی استندن، کوری ویلیام بزرگ، دیوید ونهام و بازیگر نقش ناتالی کلی آغاز کرد. این فیلم به استرالیا در تاریخ ۱۱ اکتبر سال ۲۰۱۸. منتشر شد بعد از آن در سراسر جهان در ژانویه ۲۰۱۹. منتشر شد در همان سال، لوکاس بروک در بازی تعقیب ستاره‌های دنباله دار، یک کمدی-درام زندگینامه در زندگی چیس، بازیکن مشهور لیگ راگبی استرالیا. در همان سال، او کالی استوارت را در فیلمبرداری در وین بازی کردیک تریلر درام با بازی سباستین گریگوری، دیانا هاپر و کالین کلی. در ماه مه سال ۲۰۱۸، لوکاس شروع به فیلمبرداری فیلم سینمایی بیوگرافی آینده استرالیایی، Ogilvy Fortune، بدون تاریخ اکران تعیین شده. [نیاز به استناد] در مارس ۲۰۱۹، لوکاس تأیید کرد که فیلم کوتاه " در شب " با بازی با نقش Edgerton در چند ماه اکران می‌شود. [نیاز به استناد]لوکاس در فیلمبرداری درام هیجان انگیز استرالیا در وین به کارگردانی جارد جانوشکا ظاهر شد که در سال ۲۰۱۸در سراسر جهان منتشر شد. این بازیگران الکساندر پارک، دیانا هاپر و سباستین گرگوری را بازی می‌کنند. بعداً در سال ۲۰۱۸، او در فیلم In Like Flynn به عنوان شخصیت Rose ظاهر شد. این فیلم در استرالیا، نیوزلند و انگلیس با موفقیت ۶۶–۷۰٪ پس از آخر هفته افتتاحیه، موفقیت‌آمیز شد. بعداً در سال بعد در ۲۵ ژانویه در سراسر جهان منتشر شد.

## نامزد جوایز
لوکاس برای استعداد محبوب جدید خود برای اجرای بازی در سریال خانه و دوری موفق به دریافت جایزه Logie شد  و برنده بهترین عملکرد برتر زن در جوایز Scream ۲۰۰۹ در ۱۷ اکتبر ۲۰۰۹، برای عملکرد آلیس در Transformers: Revenge of افتاد . جوایز و نامزدهای دیگر در جدول زیر آمده‌است.
لوکاس به عنوان یکی از جذاب‌ترین مشاهیر گیاهی استرالیا در PETAAsiaPacific.com برای سال ۲۰۱۰ معرفی شد.

## فیلم‌ها

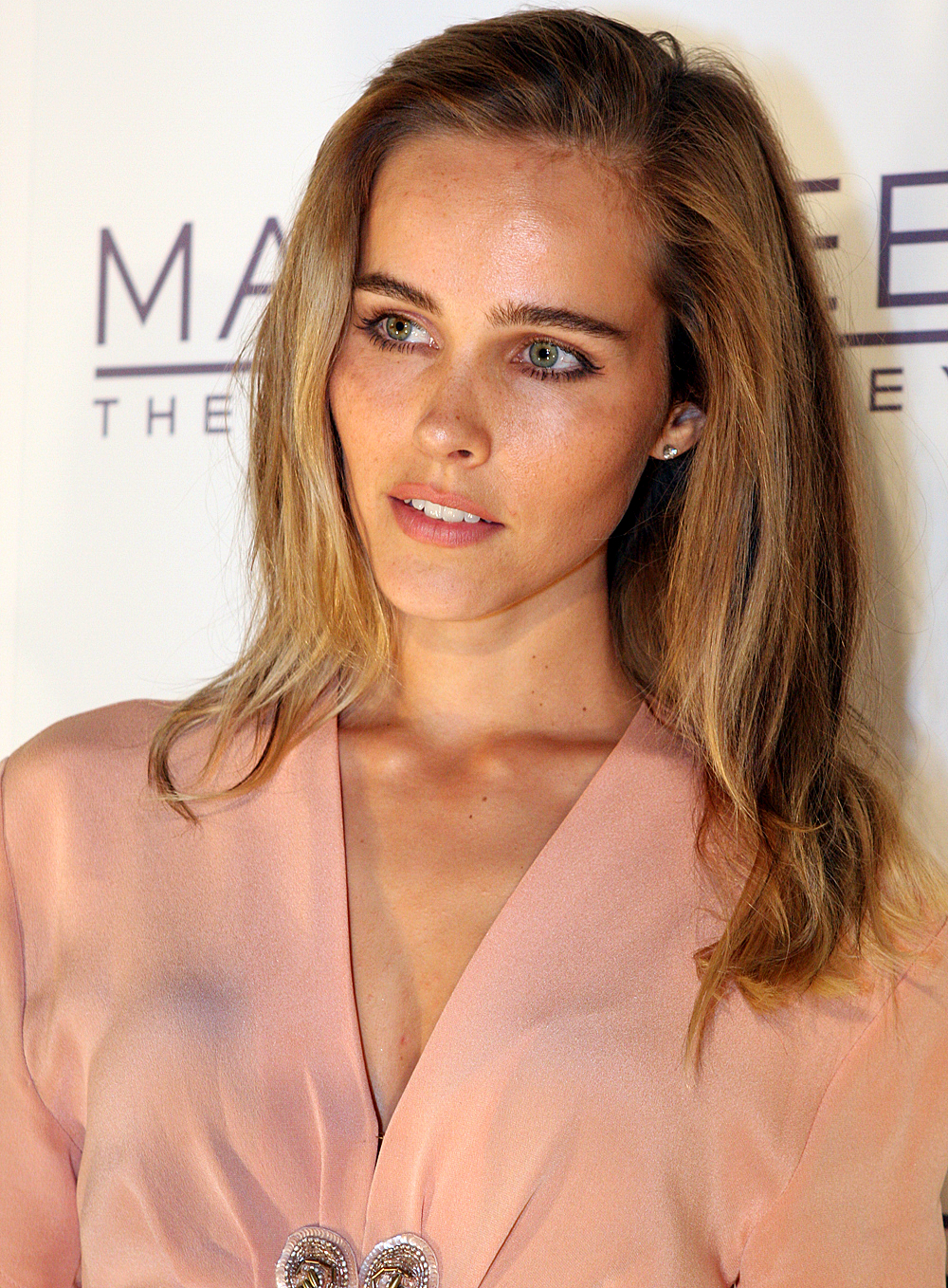
Lucas at the Paris Hilton: Marquee ۲۰۱۲ مارسThe Star Sydney, ۳۰

### Film
| Year | Title                                        | Role           | Notes           |
| ---- | -------------------------------------------- | -------------- | --------------- |
| ۲۰۰۹ | Transformers: Revenge of the Fallen          | آلیس           |                 |
| ۲۰۰۹ | Daybreakers                                  | Alison Bromley |                 |
| ۲۰۰۹ | The Waiting City                             | اسکارلت        |                 |
| ۲۰۰۹ | The Cove                                     | Herself        | Documentary     |
| ۲۰۱۱ | The Wedding Party                            | Anna Petrov    |                 |
| ۲۰۱۱ | A Heartbeat Away                             | Mandy Riddick  |                 |
| ۲۰۱۱ | Immortals                                    | Athena         |                 |
| ۲۰۱۲ | Red Dawn                                     | اریکا مارتین   |                 |
| ۲۰۱۴ | سرسره برقی                                   | Pauline        |                 |
| ۲۰۱۴ | That Sugar Film                              | Herself        | Documentary     |
| ۲۰۱۴ | The Loft                                     | Sarah Deakins  |                 |
| ۲۰۱۴ | The Water Diviner                            | ناتالیا        |                 |
| ۲۰۱۴ | Engram                                       |                | فیلم کوتاه      |
| ۲۰۱۵ | Knight of Cups                               | Isabel         |                 |
| ۲۰۱۵ | Careful What You Wish For                    | Lena Harper    |                 |
| ۲۰۱۶ | The 11th                                     | Sisse          |                 |
| ۲۰۱۶ | Science Fiction Volume One: The Osiris Child | Gyp            |                 |
| ۲۰۱۷ | That's Not Me                                | Zoe Cooper     |                 |
| ۲۰۱۸ | Chasing Comets                               | Brooke         |                 |
| ۲۰۱۸ | Shooting in Vain                             | Kali Stewart   | Post-production |
| ۲۰۱۸ | In Like Flynn                                | Rose           |                 |
| ۲۰۱۹ | In the Night                                 | Marie          | Short film      |
| ۲۰۲۰ | Brokers                                      | Tanya          | Pre-production  |
| TBA  | The Ogilvy Fortune                           |                | Pre-production  |

### Television
| Year      | Title        | Role        | Notes            |
| --------- | ------------ | ----------- | ---------------- |
| ۲۰۰۳–۲۰۰۶ | خانه و دوری  | تاشا اندروس | Regular role     |
| ۲۰۱۰      | The Pacific  | گوئن        | "در قسمت ملبورن" |
| ۲۰۱۷      | Emerald City | آنا         | Recurring role   |
| ۲۰۱۷–۲۰۱۸ | MacGyver     | سامانتا کاج | Regular role     |

## زندگی خصوصی

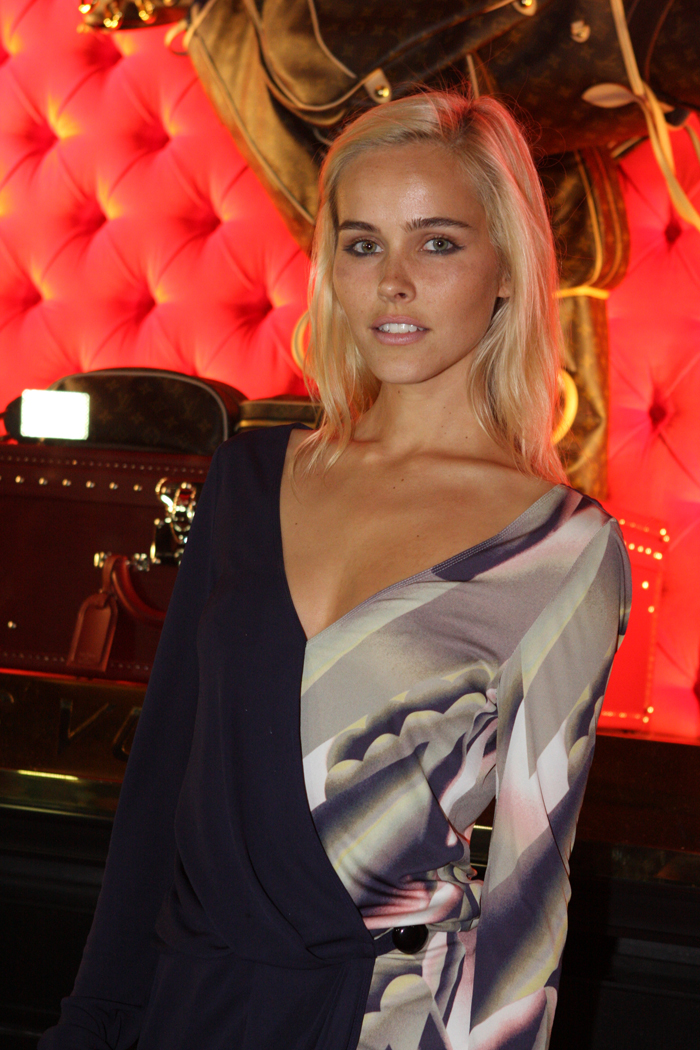
ایزابل لوکاس در دسامبر 2011

لوکاس در سال ۲۰۱۶ برای کار بر روی فیلم‌های استرالیایی که در آن زمان در مرحله تولید بودند از ایالات متحده به استرالیا نقل مکان کرد. [نیاز به استناد] در مقاله ای که به دنبال عزیمت وی از ایالات متحده منتشر شد، توضیح داد که او به استرالیا بازگشت تا بیشتر در کنار خانواده اش باشد و به خاطر مزایای کار بر روی فیلم در کشور خود باشد. لوکاس همچنین اظهار داشت که او معمولاً برای فیلمبرداری بین لس آنجلس و استرالیا سفر می‌کند، اما استرالیا را به عنوان اقامت دائم خود ترجیح می‌دهد. در طول روز خود را خانه و دوری، لوکاس و کریس همسورث باهم رابطه عاطفی داشتند اما این رابطه دوام نیاورد و بعد ایزابل شروع دوستی با آدریان Grenier کرد، اما بعد از آن سال، در ماه سپتامبر، تقسیم چند دلیل به شایعات مربوط به درگیری وی با همبازی Transformer , Shia Labeouf. در اوت سال ۲۰۱۹، لوکاس با برادر کریس همسورث لیام همسورث هم بازی شد و چند روز پس از اعلام جدایی قانونی لیام همسورث از همسرش مایلی سایرس، دیده شد. بعداً در ماه اوت، لوکاس با انتشار شایعات مربوط به وی و لیام همسورث، اظهار نمود که این خبر کذب هست اما اذعان داشتند که آنها فقط دوست هستند. لوکاس با حمایت مالی از کودکان آفریقا، آسیا و آمریکای لاتین از آنها حمایت می‌کند. [نیاز به استناد] علاوه بر گیاهخواری ایزابل او نیز عاشق حیوانات هم است و اظهار داشته‌است که از کودکی چنین شخصیتی را دارا بوده‌است.